# Budki Szóstakowskie
Budki Szóstakowskie – przysiółek wsi Szóstaki w Polsce, położony w województwie świętokrzyskim, w powiecie koneckim, w gminie Radoszyce.
Wierni Kościoła rzymskokatolickiego należą do parafii św. Maksymiliana Kolbe i św. Faustyny Kowalskiej w Wilczkowicach.
W latach 1975–1998 przysiółek administracyjnie należał do województwa kieleckiego.